# 노아의 세대
노아의 세대, 또는 민족 명부(Origines Gentium)라고도 불리는 이 계보는 히브리어 성경(창세기 10:9)에 따르면 노아의 아들들의 족보이며, 대홍수 이후 그들이 여러 지역으로 흩어지는 과정을 주요 사회에 초점을 두고 있다. 후손들을 묘사하는 '민족들(nations)'이라는 용어는 히브리어 "고임(goyim)"의 표준 영어 번역으로, 기원후 400년경 라틴어 불가타 성경의 "네이션스(nationes)"를 따른 것이며, 오늘날 이 단어가 함축하는 정치적 함의는 없다.
70개의 이름 목록은 성서 지리학에 중요한 여러 잘 알려진 민족명과 지명을 처음으로 소개한다. 예를 들어 노아의 세 아들 셈, 함, 야벳은 18세기 독일 괴팅겐 역사학파 학자들이 셈족, 함족, 야벳족이라는 인종 용어를 유래했다. 노아의 손자들 중 일부는 민족의 이름으로도 사용되었다. 엘람, 아슈르, 아람, 구스, 가나안에서 각각 엘람인, 아시리아인, 아람인, 구스인, 가나안인이 유래되었다. 마찬가지로 가나안의 아들들인 헷, 여부스, 아모루스에서 헷인, 여부스인, 아모리인이 유래되었다. 노아의 다른 후손으로는 셈에서 유래한 에벨, 구스에서 유래한 사냥꾼 왕 니므롯, 미스라임에서 유래한 블레셋인이 있다.
기독교가 로마 제국 전역으로 퍼지면서 모든 인류가 노아의 후손이라는 생각이 퍼졌다. 그러나 모든 지중해 및 근동 민족이 성경의 족보에 포함된 것은 아니다. 페르시아인과 같은 이란계 민족, 미탄니와 같은 인도계 민족, 그리고 고대 그리스인, 마케도니아인, 로마인, 후르리아인, 이베리아인, 일리리아인, 카시트인, 수메르인과 같은 다른 주요 초기 문명은 기록되지 않았으며, 로마 후기와 중세 세계에 중요한 역할을 했던 북유럽 및 서유럽 민족, 즉 켈트족, 슬라브족, 게르만족, 북유럽 민족도 기록되지 않았다. 아메리카 원주민, 사하라 이남 아프리카인, 중앙아시아, 인도 아대륙, 극동, 오스트랄라시아의 투르크계 및 이란계 민족과 같은 다른 세계 민족들도 기록되지 않았다. 학자들은 이후 이 표에 부합하는 다양한 배열을 도출해냈는데, 예를 들어 이 전통에 등장하는 스키타이족들을 추가하여 북유럽 대부분의 조상으로 주장했다.
성서학자 조셉 블렌킨솝에 따르면, 이 목록에 있는 70명의 이름은 인류의 단결을 상징적으로 표현하는데, 이는 창세기 46장 27절에 나오는 야곱을 따라 이집트로 들어간 이스라엘의 후손 70명과 출애굽기 24장 1-9절에 나오는 언약식에서 모세와 함께 하나님을 방문한 이스라엘의 장로 70명에 해당한다.

## 같이 보기
- 함의 저주
- 역사적 성경해석
- 노아의 방주